# 大熊町立大野小学校
大熊町立大野小学校（おおくまちょうりつおおのしょうがっこう）は、福島県大熊町にあった町立小学校。2011年に発生した東日本大震災および福島第一原発事故により福島県会津若松市にて教育を行っていた。

## 沿革

### 略歴
大熊町立大野学校は、1876年、大川原村小学校として設立された。1919年に高等科を設置し、大野尋常高等小学校に改称し、1941年、国民学校令により大野国民小学校と改称した。第二次世界大戦降伏後の学制改革によって、大野村立大野小学校となり、1954年に現在の校名となった。2011年に発生した東北地方太平洋沖地震による東日本大震災および福島第一原発事故のため、福島県会津若松市に存在した旧河東第三小学校の校舎を利用して、大熊町立熊町小学校とともに合同で授業を行っていた。

### 年表
- 1876年（明治6年）7月 - 標葉郡大川原村・野上村・下野上村および楢葉郡上手岡村との組合立として大川原村小学校が創立される
- 1879年（明治9年）9月 - 野上小学校が設立される
- 1882年（明治12年）7月 - 上手岡村が通学区域から外れる
- 1889年（明治19年）4月 - 小学校令発布により大川原村小学校と野上小学校が簡易小学校となる
- 1895年（明治25年）6月 - 大川原村簡易小学校と野上簡易小学校が合併し、大川原村簡易小学校が大野尋常小学校に、野上簡易小学校が分校となる
- 1919年（大正9年）4月1日 - 高等科を設置し、大野尋常高等小学校となる
- 1941年（昭和16年）4月1日 - 国民学校令により大野国民小学校となる
- 1947年（昭和22年）4月1日 - 学校教育法により大野村立大野小学校となり、中屋敷分校が設置される
- 1954年（昭和29年）11月1日 - 大野村と熊町村との合併により大熊町発足。大熊町立大野小学校となる
- 1956年（昭和31年） - 学校教職指導優良校として文部大臣から表彰される
- 1969年（昭和44年）3月31日 - 中屋敷分校が廃止される
- 2011年（平成23年）
  - 3月11日 - 東北地方太平洋沖地震の発生。それによる東日本大震災および福島第一原発事故のため休校となる
  - 4月16日 - 避難先の旧会津若松市立河東第三小学校にて入学式を行う[1]
  - 4月19日 - 始業式を敢行[1]
- 2022年（令和4年）
  - 3月31日 - 大熊町立大熊中学校および大熊町立熊町小学校との統合により廃校
  - 4月1日 - 義務教育学校である大熊町立学び舎ゆめの森が開校

## 学校行事
| - 4月 始業式・入学式 - 5月 - 6月 | - 7月 - 8月 - 9月 | - 10月 - 11月 - 12月 | - 1月 - 2月 - 3月 終業式・卒業式 |

## 通学区域
- 大熊町[2][注釈 2]
  - 大字野上、大字下野上、大字大川原、大字熊字旭台の区域

## 進学先中学校
- 大熊町立大熊中学校[2]

## 所在地
- 福島県双葉郡大熊町大字下野上字清水230番地（避難前の所在地）
- 福島県会津若松市河東町大田原字村中186（2021年8月現在の所在地）